# اندیس میرآباد۳
میرآباد۳ یک اندیس فلزی است که در حوالی شهر دور چینگ استان سیستان و بلوچستان قرار دارد و مادهٔ معدنی موجود در آن، مس است.  